# Campeonato Europeo de Halterofilia
El Campeonato Europeo de Halterofilia es la competición de halterofilia de mayor importancia a nivel europeo. Es organizado desde 1896 por la Federación Europea de Halterofilia (EWF). Actualmente se realiza cada año. Desde 1988 se realiza un campeonato para las mujeres, aunque hasta 1998 fue en sede distinta.
Las categorías en las que se compite actualmente por el título europeo son en total 15 (8 masculinas y 7 femeninas):
- Categorías masculinas: 56 kg, 62 kg, 69 kg, 77 kg, 85 kg, 94 kg, 105 kg y +105 kg.

- Categorías femeninas: 48 kg, 53 kg, 58 kg, 63 kg, 69 kg, 75 kg y +75 kg.

## Ediciones
| Núm.     | Año  | Sede M                         | Sede F                             |
| -------- | ---- | ------------------------------ | ---------------------------------- |
| I        | 1896 | Róterdam · ( Países Bajos)     | —                                  |
| II       | 1897 | Viena ( Austria)               | —                                  |
| III      | 1898 | Ámsterdam · ( Países Bajos)    | —                                  |
| IV       | 1900 | Róterdam · ( Países Bajos)     | —                                  |
| V        | 1901 | Róterdam · ( Países Bajos)     | —                                  |
| VI       | 1903 | La Haya · ( Países Bajos)      | —                                  |
| VII      | 1904 | Ámsterdam · ( Países Bajos)    | —                                  |
| VIII     | 1905 | Ámsterdam · ( Países Bajos)    | —                                  |
| IX       | 1906 | La Haya · ( Países Bajos)      | —                                  |
| X        | 1907 | Copenhague ( Dinamarca)        | —                                  |
| XI       | 1907 | Viena ( Austria)               | —                                  |
| XII      | 1909 | Malmö · ( Suecia)              | —                                  |
| XIII     | 1909 | Dresde ( Alemania)             | —                                  |
| XIV      | 1911 | Budapest ( Hungría)            | —                                  |
| XV       | 1911 | Leipzig ( Alemania)            | —                                  |
| XVI      | 1912 | Viena ( Austria)               | —                                  |
| XVII     | 1913 | Brno ( Austria)                | —                                  |
| XVIII    | 1914 | Viena ( Austria)               | —                                  |
| XIX      | 1921 | Offenbach · ( Alemania)        | —                                  |
| XX       | 1924 | Neunkirchen · ( Alemania)      | —                                  |
| XXI      | 1929 | Viena · ( Austria)             | —                                  |
| XXII     | 1930 | Múnich · ( Alemania)           | —                                  |
| XXIII    | 1931 | Luxemburgo ( Luxemburgo)       | —                                  |
| XXIV     | 1933 | Essen ( Alemania)              | —                                  |
| XXV      | 1934 | Génova ( Italia)               | —                                  |
| XXVI     | 1935 | París ( Francia)               | —                                  |
| XXVII    | 1947 | Helsinki · ( Finlandia)        | —                                  |
| XXVIII   | 1948 | Londres ( Reino Unido)         | —                                  |
| XXIX     | 1949 | La Haya · ( Países Bajos)      | —                                  |
| XXX      | 1950 | París ( Francia)               | —                                  |
| XXXI     | 1951 | Milán · ( Italia)              | —                                  |
| XXXII    | 1952 | Helsinki · ( Finlandia)        | —                                  |
| XXXIII   | 1953 | Estocolmo · ( Suecia)          | —                                  |
| XXXIV    | 1954 | Viena · ( Austria)             | —                                  |
| XXXV     | 1955 | Múnich ( RFA)                  | —                                  |
| XXXVI    | 1956 | Helsinki · ( Finlandia)        | —                                  |
| XXXVII   | 1957 | Katowice · ( Polonia)          | —                                  |
| XXXVIII  | 1958 | Estocolmo · ( Suecia)          | —                                  |
| XXXIX    | 1959 | Varsovia · ( Polonia)          | —                                  |
| XL       | 1960 | Milán · ( Italia)              | —                                  |
| XLI      | 1961 | Viena · ( Austria)             | —                                  |
| XLII     | 1962 | Budapest · ( Hungría)          | —                                  |
| XLIII    | 1963 | Estocolmo · ( Suecia)          | —                                  |
| XLIV     | 1964 | Moscú ( URSS)                  | —                                  |
| XLV      | 1965 | Sofía ( Bulgaria)              | —                                  |
| XLVI     | 1966 | Berlín Oriental ( RDA)         | —                                  |
| XLVII    | 1968 | Leningrado ( URSS)             | —                                  |
| XLVIII   | 1969 | Varsovia · ( Polonia)          | —                                  |
| XLIX     | 1970 | Szombathely · ( Hungría)       | —                                  |
| L        | 1971 | Sofía ( Bulgaria)              | —                                  |
| LI       | 1972 | Constanza ( Rumania)           | —                                  |
| LII      | 1973 | Madrid ( España)               | —                                  |
| LIII     | 1974 | Verona · ( Italia)             | —                                  |
| LIV      | 1975 | Moscú ( URSS)                  | —                                  |
| LV       | 1976 | Berlín Oriental ( RDA)         | —                                  |
| LVI      | 1977 | Stuttgart ( RFA)               | —                                  |
| LVII     | 1978 | Havířov ( Checoslovaquia)      | —                                  |
| LVIII    | 1979 | Varna ( Bulgaria)              | —                                  |
| LIX      | 1980 | Belgrado ( Yugoslavia)         | —                                  |
| LX       | 1981 | Lille ( Francia)               | —                                  |
| LXI      | 1982 | Liubliana ( Yugoslavia)        | —                                  |
| LXII     | 1983 | Moscú ( URSS)                  | —                                  |
| LXIII    | 1984 | Vitoria · ( España)            | —                                  |
| LXIV     | 1985 | Katowice · ( Polonia)          | —                                  |
| LXV      | 1986 | Karl-Marx-Stadt ( RDA)         | —                                  |
| LXVI     | 1987 | Reims ( Francia)               | —                                  |
| LXVII    | 1988 | Cardiff ( Reino Unido)         | San Marino ( San Marino)           |
| LXVIII   | 1989 | Atenas · ( Grecia)             | Mánchester ( Reino Unido)          |
| LXIX     | 1990 | Ålborg ( Dinamarca)            | Santa Cruz de Tenerife · ( España) |
| LXX      | 1991 | Władysławowo · ( Polonia)      | Varna ( Bulgaria)                  |
| LXXI     | 1992 | Szekszárd · ( Hungría)         | Loures ( Portugal)                 |
| LXXII    | 1993 | Sofía ( Bulgaria)              | Valencia · ( España)               |
| LXXIII   | 1994 | Sokolov · ( República Checa)   | Roma · ( Italia)                   |
| LXXIV    | 1995 | Varsovia · ( Polonia)          | Beer Sheva ( Israel)               |
| LXXV     | 1996 | Stavanger · ( Noruega)         | Praga · ( República Checa)         |
| LXXVI    | 1997 | Rijeka · ( Croacia)            | Sevilla · ( España)                |
| LXXVII   | 1998 | Riesa · ( Alemania)            | Riesa · ( Alemania)                |
| LXXVIII  | 1999 | La Coruña · ( España)          | La Coruña · ( España)              |
| LXXIX    | 2000 | Sofía ( Bulgaria)              | Sofía ( Bulgaria)                  |
| LXXX     | 2001 | Trenčín · ( Eslovaquia)        | Trenčín · ( Eslovaquia)            |
| LXXXI    | 2002 | Antalya ( Turquía)             | Antalya ( Turquía)                 |
| LXXXII   | 2003 | Lutraki · ( Grecia)            | Lutraki · ( Grecia)                |
| LXXXIII  | 2004 | Kiev · ( Ucrania)              | Kiev · ( Ucrania)                  |
| LXXXIV   | 2005 | Sofía ( Bulgaria)              | Sofía ( Bulgaria)                  |
| LXXXV    | 2006 | Władysławowo · ( Polonia)      | Władysławowo · ( Polonia)          |
| LXXXVI   | 2007 | Estrasburgo ( Francia)         | Estrasburgo ( Francia)             |
| LXXXVII  | 2008 | Lignano Sabbiadoro · ( Italia) | Lignano Sabbiadoro · ( Italia)     |
| LXXXVIII | 2009 | Bucarest · ( Rumania)          | Bucarest · ( Rumania)              |
| LXXXIX   | 2010 | Minsk · ( Bielorrusia)         | Minsk · ( Bielorrusia)             |
| XC       | 2011 | Kazán · ( Rusia)               | Kazán · ( Rusia)                   |
| XCI      | 2012 | Antalya ( Turquía)             | Antalya ( Turquía)                 |
| XCII     | 2013 | Tirana · ( Albania)            | Tirana · ( Albania)                |
| XCIII    | 2014 | Tel Aviv ( Israel)             | Tel Aviv ( Israel)                 |
| XCIV     | 2015 | Tiflis ( Georgia)              | Tiflis ( Georgia)                  |
| XCV      | 2016 | Førde · ( Noruega)             | Førde · ( Noruega)                 |
| XCVI     | 2017 | Split · ( Croacia)             | Split · ( Croacia)                 |
| XCVII    | 2018 | Bucarest · ( Rumania)          | Bucarest · ( Rumania)              |
| XCVIII   | 2019 | Batumi ( Georgia)              | Batumi ( Georgia)                  |
| XCIX     | 2021 | Moscú · ( Rusia)               | Moscú · ( Rusia)                   |
| C        | 2022 | Tirana · ( Albania)            | Tirana · ( Albania)                |
| CI       | 2023 | Ereván ( Armenia)              | Ereván ( Armenia)                  |
| CII      | 2024 | Sofía ( Bulgaria)              | Sofía ( Bulgaria)                  |
| CIII     | 2025 | Chisináu ( Moldavia)           | Chisináu ( Moldavia)               |
| CIV      | 2026 | Batumi ( Georgia)              | Batumi ( Georgia)                  |

1. 1 2  Realizado dentro de los Juegos Olímpicos de ese año.
2. 1 2 3 4 5 6 7 8 9 10 11 12 13 14 15 16 17 18 19  Realizado en el Campeonato Mundial de ese año.

## Medallero histórico
- Actualizado a Chisináu 2025 (solo incluye las medallas del total olímpico).

| Núm. | País            | Oro  | Plata | Bronce | Total |
| ---- | --------------- | ---- | ----- | ------ | ----- |
| 1    | Rusia           | 302  | 181   | 90     | 573   |
| 2    | Bulgaria        | 185  | 141   | 99     | 425   |
| 3    | Turquía         | 77   | 49    | 56     | 182   |
| 4    | Alemania        | 61   | 89    | 109    | 259   |
| 5    | Polonia         | 49   | 78    | 100    | 227   |
| 6    | Ucrania         | 39   | 38    | 38     | 115   |
| 7    | Armenia         | 34   | 40    | 33     | 107   |
| 8    | Rumania         | 31   | 43    | 43     | 117   |
| 9    | Hungría         | 30   | 61    | 65     | 156   |
| 10   | Austria         | 27   | 28    | 39     | 94    |
| 11   | Reino Unido     | 21   | 22    | 17     | 60    |
| 12   | Francia         | 20   | 26    | 44     | 90    |
| 13   | Bielorrusia     | 20   | 17    | 29     | 66    |
| 14   | Italia          | 19   | 32    | 32     | 83    |
| 15   | Georgia         | 19   | 19    | 8      | 46    |
| 16   | Grecia          | 17   | 24    | 26     | 67    |
| 17   | España          | 10   | 27    | 32     | 69    |
| 18   | Azerbaiyán      | 9    | 6     | 7      | 22    |
| 19   | Letonia         | 9    | 4     | 9      | 22    |
| 20   | Moldavia        | 7    | 12    | 17     | 36    |
| 21   | Finlandia       | 6    | 14    | 25     | 45    |
| 22   | Suecia          | 6    | 10    | 13     | 29    |
| 23   | Bélgica         | 4    | 7     | 7      | 18    |
| 24   | Dinamarca       | 4    | 5     | 1      | 10    |
| 25   | Noruega         | 4    | 3     | 3      | 10    |
| 26   | Egipto          | 4    | 0     | 2      | 6     |
| 27   | República Checa | 3    | 17    | 34     | 54    |
| 28   | Albania         | 3    | 9     | 11     | 23    |
| 29   | Países Bajos    | 2    | 3     | 1      | 6     |
| 30   | Croacia         | 2    | 1     | 1      | 4     |
| 31   | Lituania        | 1    | 4     | 6      | 11    |
| 32   | Portugal        | 1    | 3     | 2      | 6     |
| 33   | Eslovaquia      | 1    | 2     | 4      | 7     |
| 34   | Luxemburgo      | 1    | 1     | 0      | 2     |
| 35   | Suiza           | 1    | 0     | 6      | 7     |
| 36   | Islandia        | 1    | 0     | 0      | 1     |
| 37   | Israel          | 0    | 2     | 3      | 5     |
| 38   | Estonia         | 0    | 2     | 1      | 3     |
| 39   | Chipre          | 0    | 1     | 2      | 3     |
| 40   | Serbia          | 0    | 0     | 3      | 3     |
| 41   | Irlanda         | 0    | 0     | 1      | 1     |
|      | TOTAL           | 1030 | 1021  | 1019   | 3070  |

1. ↑  Incluye las medallas obtenidas por la URSS.
2. ↑  Incluye las medallas obtenidas por la RFA y la RDA entre 1949 y 1990.
3. ↑  En los Campeonatos de 1930 y 1931 se permitió la participación de países no europeos.
4. ↑  Incluye las medallas obtenidas por Checoslovaquia.
5. ↑  Incluye las medallas obtenidas por Yugoslavia.